# Al-Wustá
Al-Wustá (arabsky المحافظة الوسطى‎, al-Muháfazat al-wustá, Centrální guvernorát) je guvernorát v Ománu. Hlavním městem je Hajma. Region na severu sousedí s regiony az-Záhira, ad-Dáchilíja, severní aš-Šarkíja a jižní aš-Šarkíja, na západě se Saúdskou Arábií a na jihozápadě s guvernorátem Dafár. Skládá se ze čtyř vilájetů, jimiž jsou al-Džazúr, Dakm, Hajma a Mahút. Žije zde přibližně 52 tisíc.